# عربی عمانی
عربی عمانی (انگلیسی: Omani Arabic) از گویش‌های عربی است که در رشته کوه حجر در عمان و مناطق ساحلی مجاور آن به آن صحبت می‌شود. این گویش شرقی‌ترین گویش زبان عربی به شمار می‌آید. این گویش پیش تر در برخی کشورهای آفریقایی مانند کنیا و تانزانیا نیز گویشورانی داشته اما بسیاری از آن‌ها زبانشنان به سواحیلی تغییر کرده‌است. این گویش چند لهجه متمایز از جمله عربی ظفاری و عربی شحی دارد.